# 邓军凯
邓军凯（1901年—1954年），广东梅县人，中华人民共和国政治人物。
担任毛里求斯华侨新闻界知名人士。1954年，当选第一届全国人民代表大会代表。